# Чорна котяча акула
Чорна котяча акула (Apristurus) — рід котячих акул (Scyliorhinidae). Складає 36 видів (хоча існує ще декілька, що на тепер не мають наукового опису).

## Опис
Загальна довжина представників цього роду коливається від 23 до 90 см. Голова довга. Морда сплощена, подовжена. Очі маленькі, з мигальною перетинкою. Очі овальні або мигдалеподібні. За ними розташовані невеликі бризкальця. Ніздрі широкі (в деяких особин вузькі). Рот широкий, вузький, витягнутий. Зуби дрібні гострі, з багатьма верхівками. У них 5 зябрових щілин. Зяброві щілини у більшості видів короткі, хоча трапляються доволі довгі. Тулуб переважно стрункий, тонкий. Грудні плавці здебільшого невеликі. Має 2 однакові спинні плавці. Вони маленькі, розташовані ближче до хвоста. Зазвичай задній спинний плавець більший за передній. Відмінністю між видами є кількість витків спірального клапану шлунка (7-12 або 13-22) Анальний плавець з широкою основою. Хвостовий плавець подовжений, гетероцеркальний.
Забарвлення від коричневого до чорного з буруватим або сіруватим відтінками.

## Спосіб життя
Це глибоководні акули. Тримаються на глибинах від 200 до 1000 м й більше. Це повільні, малорухливі, не дуже активні акули. Живляться переважно донними невеличкими рибами, глибоководними кальмарами та ракоподібними.
Це яйцекладні акули. Самиці відкладають 1-2 яйця у товстій капсулі, з боків мають вусики, якими чіпляються за ґрунт або водорості.
Більшість видів цього роду не є об'єктом промислового вилову, оскільки перебувають у доволі великих глибинах або незручній для рибальства місцевості.
Чорні котячі акули не становлять якоїсь загрози для життя людини.

## Розповсюдження
Мешкають в усіх океанах, окрім Північного Льодовитого.

## Види
- Apristurus albisoma Nakaya & Séret, 1999
- Apristurus ampliceps Sasahara, K. Sato & Nakaya, 2008
- Apristurus aphyodes Nakaya & Stehmann, 1998
- Apristurus australis K. Sato, Nakaya & Yorozu, 2008
- Apristurus brunneus (C. H. Gilbert, 1892)
- Apristurus bucephalus W. T. White, Last & Pogonoski, 2008
- Apristurus canutus S. Springer & Heemstra, 1979
- Apristurus exsanguis K. Sato, Nakaya & A. L. Stewart, 1999
- Apristurus fedorovi Dolganov, 1985
- Apristurus gibbosus Y. T. Chu, Q. W. Meng & S. Li, 1985
- Apristurus herklotsi (Fowler, 1934)
- Apristurus indicus (A. B. Brauer, 1906)
- Apristurus internatus S. M. Deng, G. Q. Xiong & H. X. Zhan, 1988
- Apristurus investigatoris (Misra, 1962)
- Apristurus japonicus Nakaya, 1975
- Apristurus kampae L. R. Taylor, 1972
- Apristurus laurussonii (Sæmundsson, 1922)
- Apristurus longicephalus Nakaya, 1975
- Apristurus macrorhynchus (S. Tanaka (I), 1909)
- Apristurus macrostomus Q. W. Meng, Y. T. Chu & S. Li, 1985
- Apristurus manis (S. Springer, 1979)
- Apristurus melanoasper Iglésias, Nakaya & Stehmann, 2004
- Apristurus microps (Gilchrist, 1922)
- Apristurus micropterygeus Q. W. Meng, Y. T. Chu & S. Li, 1986
- Apristurus nasutus de Buen, 1959
- Apristurus ovicorrugatus  White, O'Neill, Devloo-Delva, Nakaya & Iglésias, 2023[1][2].
- Apristurus parvipinnis S. Springer & Heemstra, 1979
- Apristurus pinguis S. M. Deng, G. Q. Xiong & H. X. Zhan, 1983
- Apristurus platyrhynchus (S. Tanaka (I), 1909)
- Apristurus profundorum (Goode & T. H. Bean, 1896)
- Apristurus riveri Bigelow & Schroeder, 1944
- Apristurus saldanha (Barnard, 1925)
- Apristurus sibogae (M. C. W. Weber, 1913)
- Apristurus sinensis Y. T. Chu & A. S. Hu, 1981
- Apristurus spongiceps (C. H. Gilbert, 1905)
- Apristurus stenseni (S. Springer, 1979)
- Apristurus sp. X